# Vierge noire
 (août 2022).
 (?).

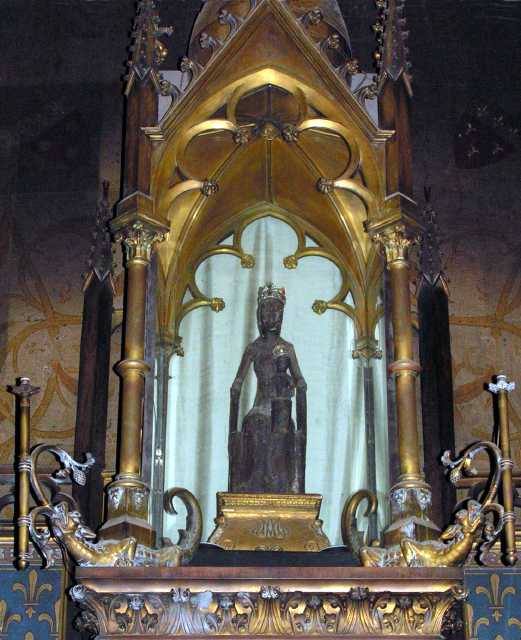
Notre-Dame de Rocamadour.

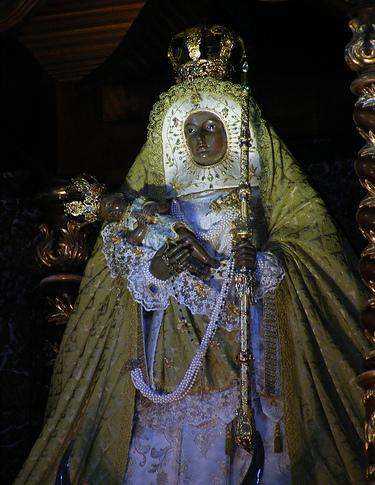
Notre-Dame de Candelaria, à Tenerife (Espagne).

Les Vierges noires sont des effigies féminines qui appartiennent à l’iconographie du Moyen Âge européen. Elles figurent généralement la Vierge Marie, mais certaines d'erronée es représentent également Sara la noire (appellation érronée puisque la tradition nous dit qu'elle était une épouse répudié d'Hérode) ou sainte Anne. Elles tirent leur nom de leur couleur sombre, souvent limitée au visage et aux mains. La plupart d'entre elles sont des sculptures produites entre le XIe et le XVe siècle, mais parfois aussi des icônes de style byzantin des XIIIe et XIVe siècles. On trouve parmi elles de nombreuses Vierges à l’Enfant.
On trouve bien sûr des Vierges noires dans les régions du monde où vivent des populations à peau sombre, bien que leur couleur ait alors une signification clairement différente de celle des Vierges européennes. La majorité des 450 à 500 Vierges noires recensées en Europe se trouvent dans le bassin méditerranéen occidental, domaine de l'art roman, avec une concentration importante dans le sud de la France, où on en compte 180. La Vierge noire de Częstochowa (Pologne) est, par sa localisation, un exemple atypique. Bien que parfois conservées dans des musées, la plupart des Vierges noires sont placées dans des églises, et certaines suscitent des pèlerinages importants.
Les Vierges noires romanes ont inspiré de nombreuses imitations ultérieures.
À côté des Vierges, il existe en France une célèbre sainte noire : sainte Sarah, patronne des gitans, roms, surnommée Sara e Kali (Sarah la noire). Sa statue se trouve dans la crypte de l'église des Saintes-Maries-de-la-Mer (Bouches-du-Rhône).

## Origine
L'origine de l'iconographie de la Vierge noire ne fait pas l'unanimité des commentateurs. On trouve des théories spiritualistes, matérialistes et scientifiques. On peut distinguer les interprétations catholiques, confession qui est à l'origine de ces représentations, de celles qui font remonter cette iconographie aux cultes des déesses antiques d'origines diverses et variées, voire aux cultes préhistoriques de la déesse-mère des chasseurs-cueilleurs européens du Paléolithique.

### Théories matérialistes

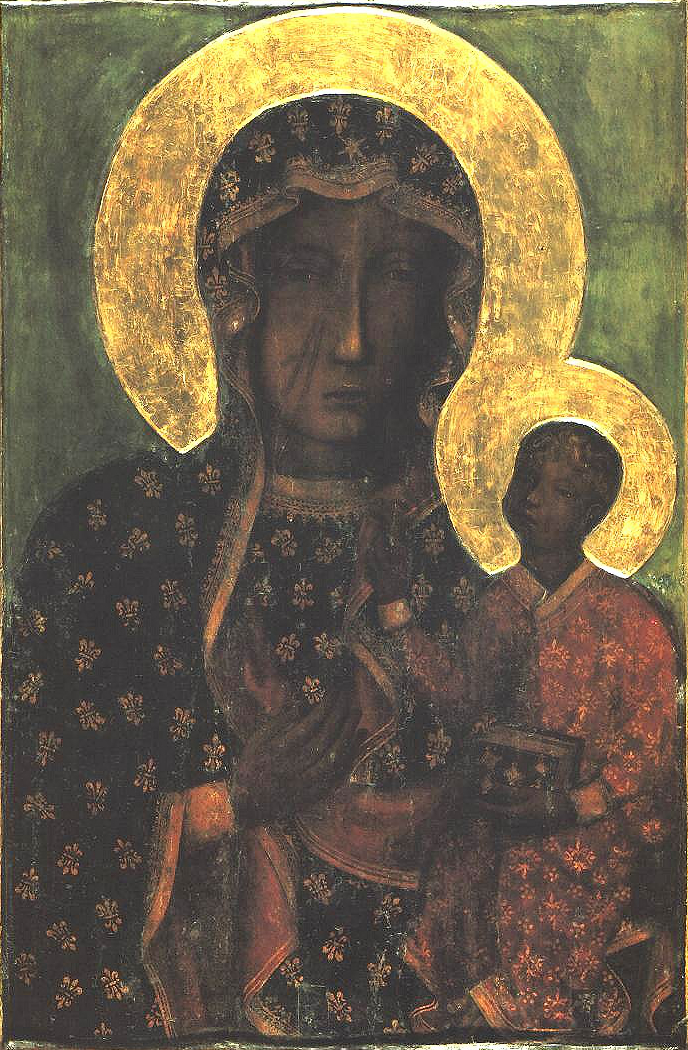
Vierge noire de Częstochowa (voïvodie de Silésie), monastère de Jasna Gora, XVe siècle.

La supposition a été avancée jusqu’au milieu du XXe siècle, que le choix du matériau pour les statues (ébène, acajou) les rendaient noires. Mais les sculpteurs du Moyen Âge n'utilisaient que du bois local (noyer, chêne, tilleul, fruitiers…) facile à obtenir et plus facile à travailler. Or ces bois sont de couleur claire à l’origine.
L’hypothèse a également été avancée que le noircissement serait dû au transfert de l'oxydation des plaques de métal recouvrant le bois, des toile de soie et de fils d’or, rebrodée de dentelles métalliques sur les robes que portent la Vierge, ou une altération des pigments. Par exemple, les pigments à base de plomb utilisés pour les carnations se seraient oxydés avec le temps et auraient donc noirci. Le « blanc de plomb », composé de carbonate de plomb contenu dans la céruse, est le coloris qui est à la base du composé utilisé dans la peinture médiévale pour figurer les carnations. Or le carbonate de plomb se transforme en plattnérite noire,. Selon cette thèse, on retrouverait systématiquement une polychromie claire d'origine sous une couche superficielle noircie,. Ceci explique pourquoi l’enfant Jésus est lui aussi noir, car les pigments utilisés pour les carnations sont les mêmes. On trouve également d'autres statues de la même époque et qui ne représentent pas la vierge Marie, mais dont les carnations sont noires.
D'autres hypothèses matérialistes évoquent l'assombrissement du bois par des agents extérieurs (dépôts de suie et de particules noires dû à la combustion de cierges, bougies votives ou de lampes à huile, dégradation du bois par l'humidité, l'enfouissement temporaire notamment à la Révolution). Cepandant, il existe un grand nombre de statues médiévales n’ayant pas de visage noir, bien qu’ayant été exposées aux produits de cette combustion.
On retrouve de nombreuses statues médiévales dont la carnation n'est pas noire. Il est donc difficile d'expliquer la totalité des Vierges noires par un pur processus chimique. Il faut reconnaitre aussi que la noirceur des Vierges noires est devenue un élément important de leur identité cultuelle, que leur couleur provienne ou non à l’origine d’un processus chimique. En témoignent les allusions au Cantique des cantiques mentionnées plus haut. Certaines ont même été délibérément repeintes en noir sur leur totalité (comme la vierge Notre Dame de Moulins) lors de tentatives de restauration, et d’autres ont inspiré des imitations qui en ont repris la couleur sombre. À partir du XVIIe siècle il est indiscutable que certains sculpteurs produisent des vierges d'emblée noires.

### Spiritualité chrétienne et catholique
Il existe un fondement de théologie chrétienne qui explique ces statues.[réf. souhaitée] Les liturgies médiévales des fêtes de la Vierge puisent abondamment dans le Cantique des cantiques, notamment pour les formules dévotes des litanies telles que turris eburnea ou turris David.[réf. souhaitée]
 

Un passage célèbre du Cantique des cantiques proclame : 
שחורה אני ונאוה, Je suis noire et belle. (coordination dans la version hébraïque)
Μέλαινά εἰμι καὶ καλή, Je suis noire et je suis belle (coordination dans la version grecque)
Nigra sum sed formosa, Je suis noire mais belle. (opposition dans la version latine)
Bible, Ancien testament, (Ct 1:5)
Il s’agirait pour les commentateurs, chrétiens comme juifs, d’une expression symbolique du péché de l’homme[réf. souhaitée], mis en évidence par l’approche de Dieu. Le dévot (la dévote), en s’approchant intérieurement de la lumière brillante de Dieu, en vient à se considérer soi-même comme noirci. Ainsi depuis St. Jean de la Croix l’on parle même de « nuit obscure de l’âme ».Un analogue de cette expérience existe aussi dans le domaine de l’alchimie, où l’ expérience du « noircissement » (nigredo), voire du « soleil noir », précède celle du « mariage » (coniunctio).[réf. nécessaire]

Pourtant, avant ces interprétations symboliques, le texte-même  de la Bible évoque en premier lieu la couleur de la peau d'une femme noire:
μὴ βλέψητέ με, ὅτι ἐγώ εἰμι μεμελανωμένη, ὅτι παρέβλεψέν με ὁ ἥλιος
Ne prenez pas garde à mon teint noir car c'est le soleil qui m'a brulée. (version grecque de la Septante)
Bible, Ancien Testament, (Ct 1:6)
Par ailleurs, pour la polémique protestante, la dévotion catholique à la Vierge n'est que paganisme recyclé. Ainsi, le pasteur écossais Alexander Hislop écrivait en 1858, à grands coups de citations, que le culte catholique n'était qu'une « nouvelle Babylone ».

### Déesses antiques et préhistoriques

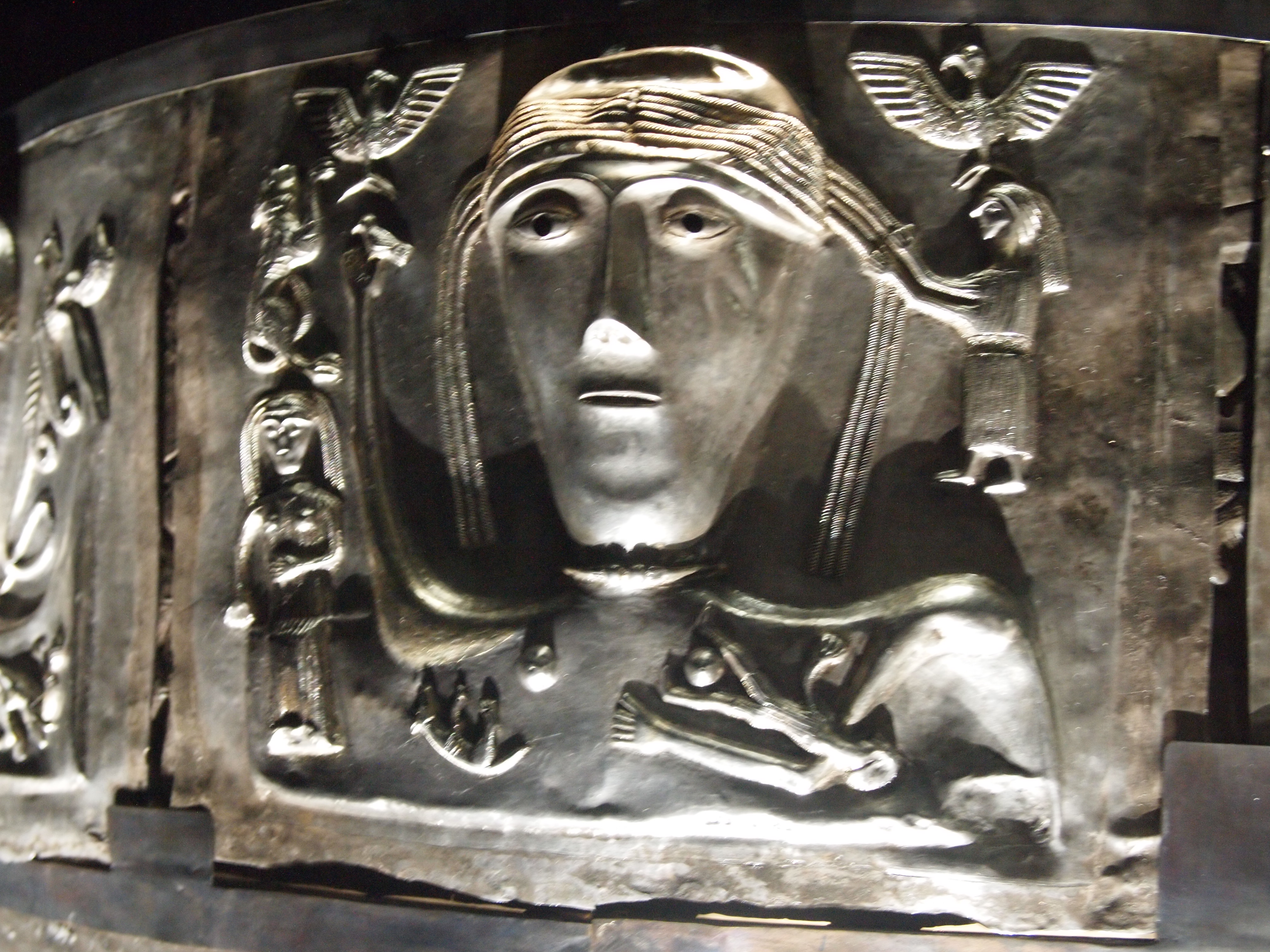
Représentation en buste de la Déesse-Mère sur le pourtour du chaudron de Gundestrüp.

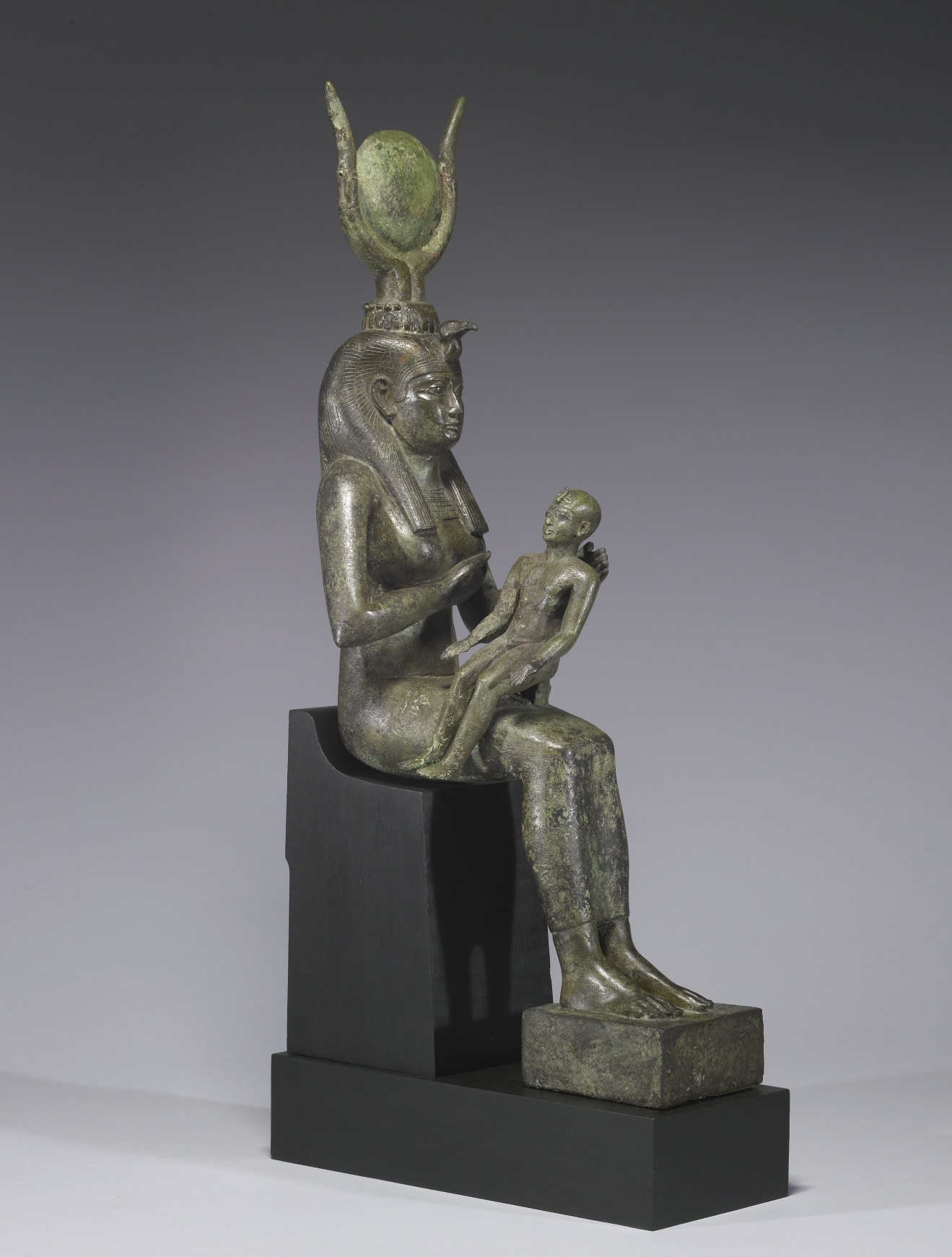
Isis allaitant Horus (vers 680-640 av. J.-C.), Walters Art Museum (Baltimore, USA)

De nombreux courants de pensée, aussi différents qu'opposés dans leurs méthodes et leurs interprétations, se rejoignent pourtant pour retrouver un soubassement plus ancien qui relierait les Vierges noires du Moyen-Âge européen à différentes déesses antiques ou préhistoriques. Ces déesses peuvent être celles d'anciens cultes païens endogènes au continent européen (Artémis, Cybèle, Diane, etc.), ou exogène, venue d'Afrique, comme la déesse Isis. Certains chercheurs poussent plus loin dans le temps en remontant au Paléolithique supérieur et aux déesses-mères européennes.

#### L'interprétation ésotérique
Le ou les auteurs connu sous le nom de plume de Fulcanelli écrivait : 

« Jadis, les chambres souterraines des temples servaient de demeure aux statues d’Isis, lesquelles devinrent, lors de l’introduction du christianisme en Gaule, ces Vierges noires que le peuple, de nos jours, entoure d’une vénération toute particulière. Leur symbolisme est d’ailleurs identique ; les unes et les autres montrent, sur leur soubassement, la fameuse inscription : Virgini parituræ ; à la Vierge qui doit enfanter. Ch. Bigarne, nous parle de plusieurs statues d’Isis désignées sous le même vocable. “Déjà, […] le savant Elias Schadius avait signalé, dans son livre De dictis Germanicis, une inscription analogue : Isidi, seu Virgini ex qua filius proditurus est (À Isis, ou à la Vierge de qui le Fils prendra naissance). Ces icônes n’auraient donc point le sens chrétien qu’on leur prête, du moins exotériquement. Isis, avant la conception, c’est, dit Bigarne, dans la théogonie astronomique, l’attribut de la Vierge que plusieurs monuments, bien antérieurs au christianisme, désignent sous le nom de Virgo paritura, c'est-à-dire la terre avant sa fécondation, et que les rayons du soleil vont bientôt animer. C’est aussi la mère des dieux, comme l’atteste une pierre de Die : Matri Deum Magnæ ideæ.” […] Un détail encore, utile pour l’hermétiste. Dans le cérémonial prescrit pour les processions de Vierges noires, on ne brûlait que des cierges de couleur verte. 
Quant aux statuettes d’Isis — nous parlons de celles qui échappèrent à la christianisation —, elles sont plus rares encore que les Vierges noires. Peut-être conviendrait-il d’en rechercher la cause dans la haute antiquité de ces icônes. Witkowski en signale une que logeait la cathédrale Saint-Étienne de Metz. “Cette figure en pierre d’Isis, écrit l’auteur, mesurant 0 m 43 de haut sur 0 m 29 de large, provenait du vieux cloître. La saillie de ce haut relief était de 0 m 18 ; il représentait un buste nu de femme, mais si maigre que, pour nous servir d’une expression imagée de l’abbé Brantôme, 'elle ne pouvoit rien monstrer que le bastiment' ; sa tête était couverte d’un voile. Deux mamelles sèches pendaient à sa poitrine comme celles des Dianes d’Éphèse. La peau était colorée en rouge, et la draperie qui contournait la taille en noir… Une statue analogue existait à Saint-Germain-des-Prés et à Saint-Étienne de Lyon”. »

#### Les études de religions comparées

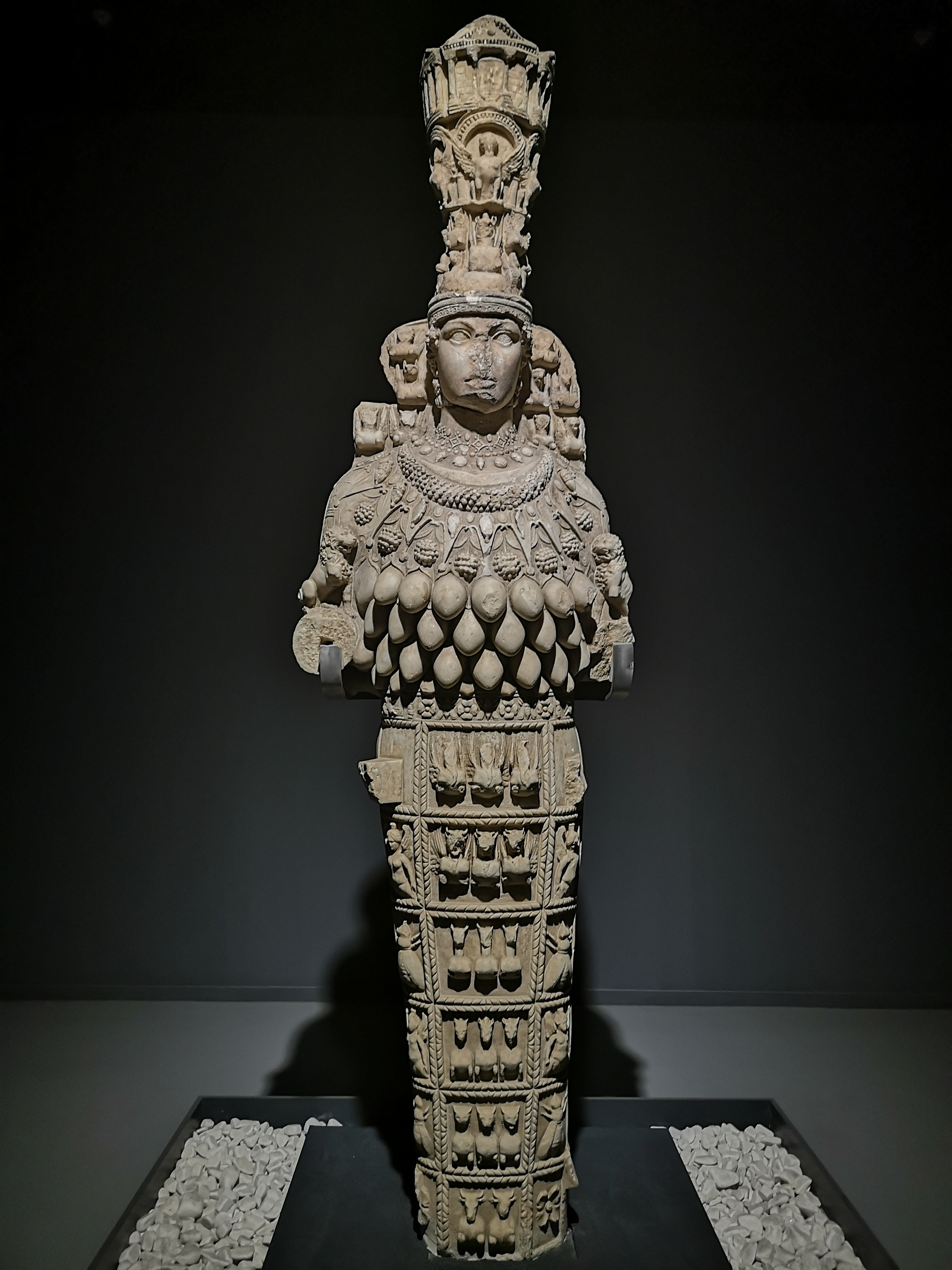
L'Artémis d'Éphèse (Ier siècle après J.-C.), musée archéologique d'Éphèse.

Cependant dans les années 1950, avec l’avancée des études en matière de religions comparées, certains chercheurs laïcs ont laissé de côté la question des origines matérielles de la pigmentation des Vierges noires, et recommencé à envisager que leur teinte sombre a été voulue dès l’origine. Des rapprochements ont ainsi été faits avec les déesses des anciens cultes polythéistes d'Europe occidentale que la romanisation, puis la christianisation, avaient fait disparaître, en particulier les déesses-mères. Cette hypothèse est confortée par la présence de sanctuaires dédiés à la mère de Dieu sur les lieux d’anciens cultes païens (par exemple Cybèle, Diane, etc.).

Dans les années 1970, Stephen Benko a remarqué la ressemblance entre la Vierge à l’Enfant et les représentations d’Isis portant Horus datant de l’Égypte ptolémaïque. Pour Benko (qui rejoint ainsi Hislop), la Vierge noire est l'ancienne déesse-terre « convertie au christianisme. » 

« Benko commence par montrer que de nombreuses représentations de déesses sont noires, parmi lesquelles Artemis d'Éphèse, Isis, Cérès et d'autres. Cérès, déesse romaine de la fertilité agricole, est particulièrement importante. Son équivalent grec est Déméter, Déesse-Terre. Le sol le plus fertile est noir, et plus il est noir, plus il convient pour l'agriculture. »

#### L'interprétation psychologique jungienne

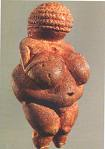
Vénus de Willendorf, Paléolithique supérieur, vers 22 000–24 000 av. J.-C.

Dans les années 1980, des psychologues comme Gustafson et Begg, s’appuyant sur Carl Gustav Jung, pensent y avoir reconnu un archétype maternel, ou bien un aspect chtonien et psychopompe. En 2005, Monique Scheer a recensé les différents symbolismes liés à la Vierge noire selon les lieux et les époques

#### L'égyptologie et ses résultats contradictoires
Plus récemment des égyptologues ont repéré une filiation entre les Vierges noires les plus anciennes et les cultes égyptiens, particulièrement celui d'Isis. Par exemple, c'est l'avis d'Ashraf Sadek, professeur d'égyptologie à l'Université de Limoges, lui-même de confession orthodoxe copte et écrivant pour la revue Le monde copte. Il s'appuie non seulement sur la religion comparée mais aussi sur une étude iconographique poussée pour établir une filiation entre le christianisme et les religions antiques pratiquées par exemple en Égypte, les premiers Coptes recyclant les poncifs artistiques pharaoniques.
D'autres chercheurs comme Sophie Cassagnes-Brouquet adoptent un point de vue allant dans le sens de certains apologistes chrétiens[Lesquels ?] em niant toute filiation aux religions du passé, en ne voyant qu'une origine strictement paléochrétienne dans l'ensemble du culte et de l'iconographie associés aux Vierges noires et en se référant également aux coptes et aux chrétiens éthiopiens, mais comme source originale.

### Spiritualité New Age
L'auteur New Age américain Lucia Chiavola Birnbaum (en) s'est longuement étendue sur la signification spirituelle des Vierges noires comme véhicules d'anciennes croyances matriarcales.

## Quelques Vierges noires romanes célèbres

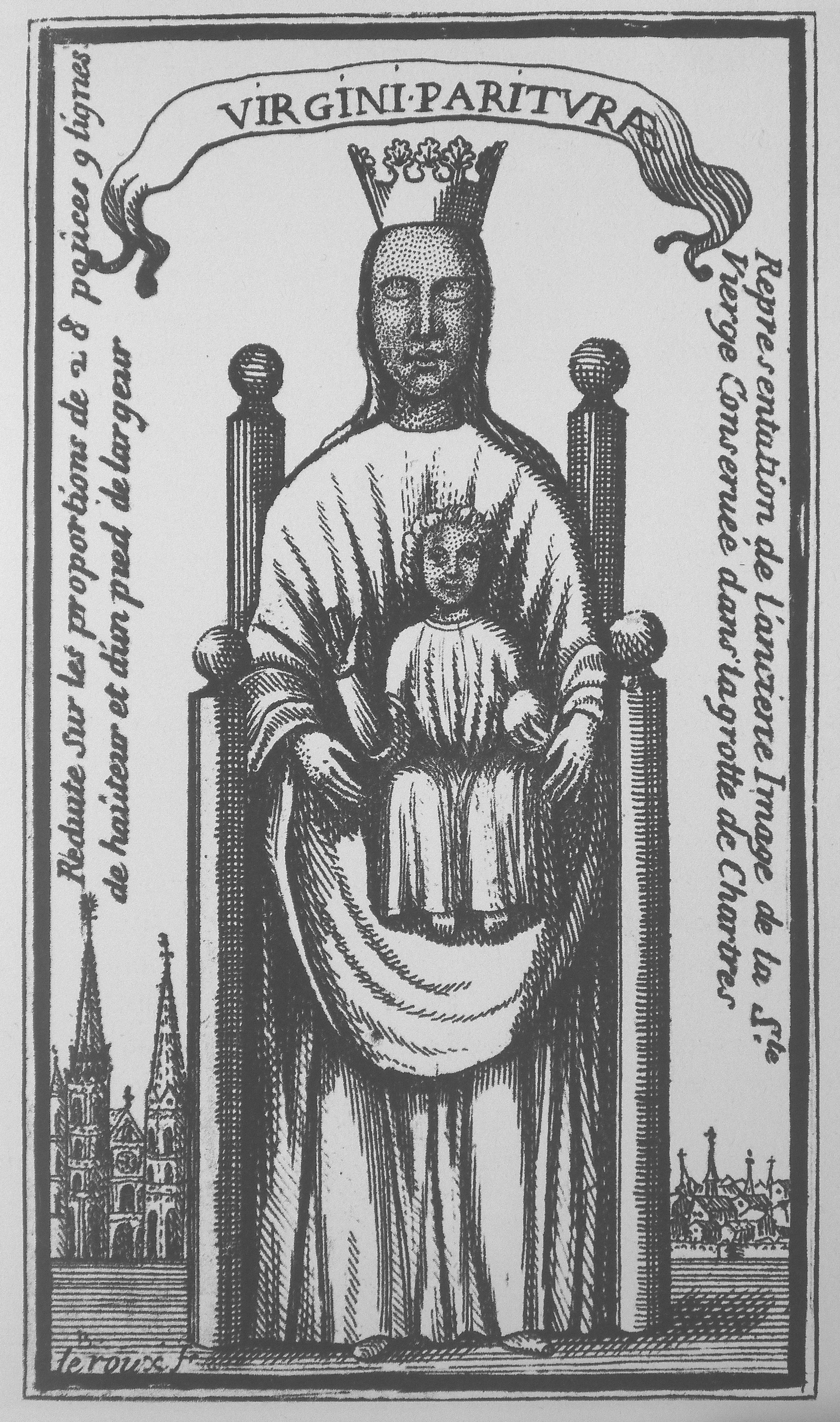
Gravure du XVIIIe siècle représentant La Vierge-de-sous-Terre de Chartres, détruite en 1793.

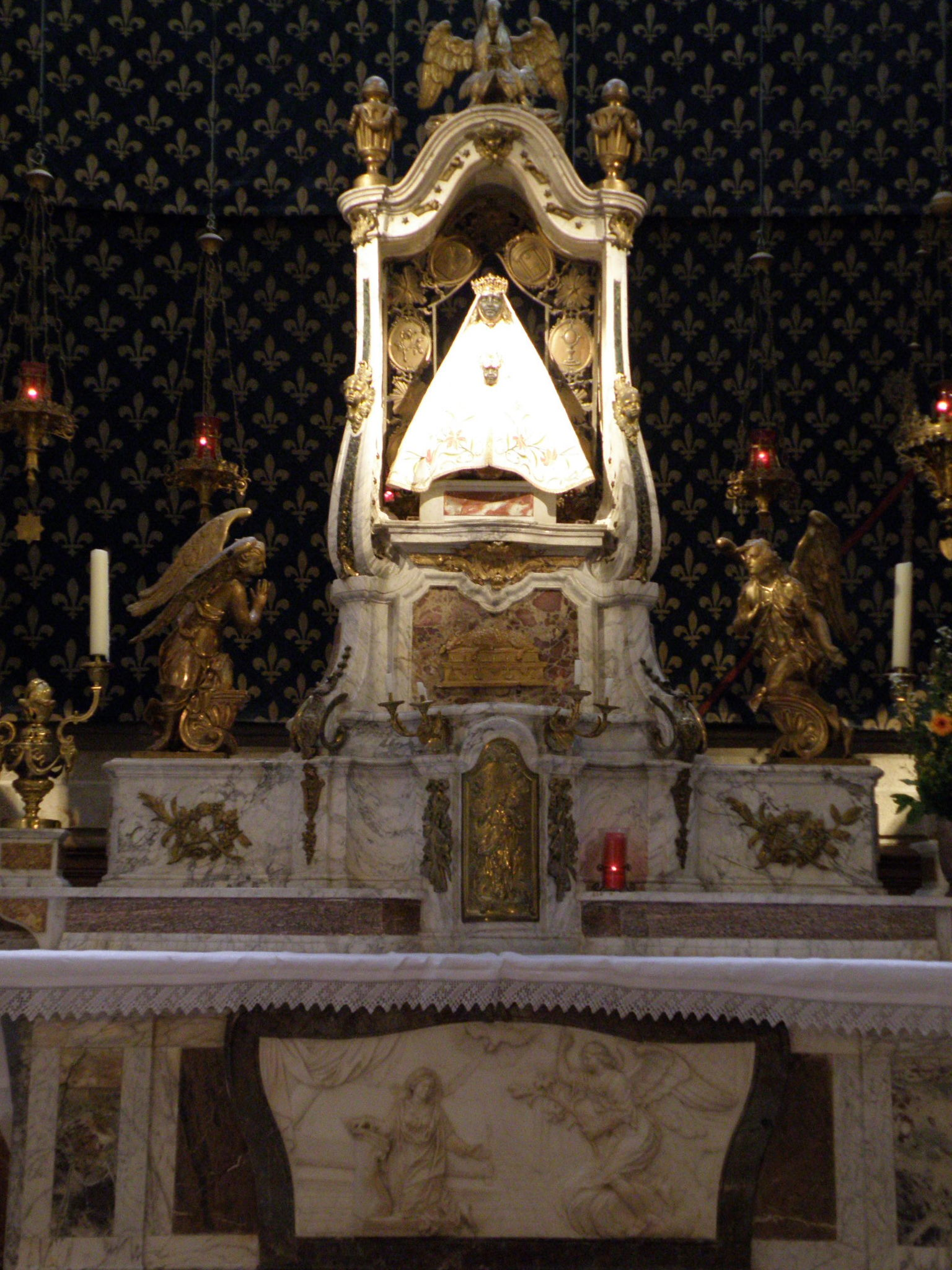
Vierge noire de la cathédrale du Puy-en-Velay.

### Vierge noire de la cathédrale de Chartres
La Vierge noire de la cathédrale de Chartres est la Vierge-de-sous-Terre, dans la crypte, détruite en 1793. La piété attribue alors à une autre Vierge, du XVIe siècle, appelée Notre-Dame-du-Pilier, ses caractéristiques, et en particulier la couleur noire des carnations, qui lui est attribuée lors d'une restauration au XIXe siècle. Une nouvelle restauration au début du XXIe siècle rend à Notre-Dame-du-Pilier sa polychromie originelle.

### Vierge noire de Notre-Dame du Puy-en-Velay
La Vierge noire de la cathédrale romane du Puy-en-Velay mesurait environ 72 cm, taillée probablement dans du cèdre et recouverte d’une toile marouflée.
Brûlée à la Révolution, le 8 juin 1794, ses membres ne sont pas apparents et elle affecte la figure d’un triangle, par sa robe qui la ceint au col et s’évase sans un pli jusqu’au pied.
L’étoffe en est décorée de ceps de vigne et d’épis de blé, allégories du pain et du vin eucharistiques, et laisse passer, au niveau de l’ombilic, la tête de l’Enfant, aussi somptueusement couronnée que celle de sa mère.
La statue actuellement exposée sur le maître-autel est une copie. Elle est portée en procession le 15 août, fête de l'Assomption qui, chaque année, rassemble des milliers de personnes.

### Vierge noire de Rocamadour
But d’un pèlerinage fameux, déjà fréquenté en l’an 1166, la Vierge noire de Rocamadour est une madone miraculeuse dont la tradition fait remonter l’origine au juif Zachée, chef des publicains de Jéricho, et qui domine l’autel de la chapelle de la Vierge construite en 1479.
C’est une statuette de bois, noircie par le temps, enveloppée dans une robe de lamelles d’argent qui en consolide les débris vermoulus. D'après l'alchimiste Fulcanelli, « la célébrité de Rocamadour remonte au légendaire ermite, saint Amadour ou Amateur, lequel sculpta en bois une statuette de la Vierge à laquelle de nombreux miracles furent attribués. On raconte qu’Amateur était le pseudonyme du publicain Zachée, converti par Jésus-Christ ; venu en Gaule, il aurait propagé le culte de la Vierge. Celui-ci est fort ancien à Rocamadour ; cependant, la grande vogue du pèlerinage ne date que du XIIe siècle. »
En novembre 2015, la cellule patrimoine du département du Lot a confié l'étude de cette statuette à Dominique Faunières, pour obtenir une meilleure connaissance de son état en vue d'une éventuelle restauration.
L’œuvre a été scannée au Centre hospitalier Jean Rougier de Cahors par le radiologue Xavier Durbise. L'analyse des résultats a montré que la statue est composée d'une seule pièce de noyer, sans relique cachée à l'intérieur, avec une robe de métal et un collier d'argent. Sa structure est en relativement bon état malgré des décollements et des trous sur le visage et le buste. La statuette de l'enfant est fixée sur son genou droit par de grandes chevilles de bois.
Les consolidations réalisées en 1949 à l'aide de plâtre et d'agrafes apparaissent clairement. Un prélèvement de bois a été effectué au printemps 2016 pour une datation par le carbone 14. Dans le cadre de cette étude, les variations de température et d'humidité de la chapelle qui abrite cette Vierge sont analysées pendant un an,.
Cette Vierge noire est réputée pour avoir une intercession efficace. Dans le livre d'or de la chapelle, on peut lire des témoignages d'intercession (ou pris comme tels) comme « Sainte Vierge, je suis venu vous prier trois fois pour avoir un enfant. Je viens d'accoucher de triplés. Merci ».

### Notre-Dame de Vassivière à Besse-et-Saint-Anastaise
Située dans le Puy-de-Dôme, cette statue est portée en procession le 2 juillet jusqu'au sanctuaire de Vassivière (Notre-Dame de Vassivière à Besse-et-Saint-Anastaise), un édifice du XVIe siècle situé à 7 kilomètres du village. Elle y passe l'été et redescend le premier dimanche de septembre qui suit la Saint Mathieu ; ce retour s'appelle La dévalade

### Vierge noire à Paris
Camille Flammarion parle d’une statue analogue qu’il vit dans les caves de l’Observatoire, le 24 septembre 1871, deux siècles après la première observation thermométrique, qui y fut faite en 1671.

« Le colossal édifice de Louis XIV, écrit-il, qui élève la balustrade de sa terrasse à vingt-huit mètres au-dessus du sol, descend au-dessous en des fondations qui ont la même profondeur : vingt-huit mètres. À l’angle de l’une des galeries souterraines, on remarque une statuette de la Vierge, placée là cette même année 1671, et que des vers gravés à ses pieds invoquent sous le nom de Nostre-Dame de dessous terre. »

Cette Vierge parisienne peu connue paraît être une réplique de celle de Chartres, la benoiste Dame souterraine. Plus tard, Eugène Canseliet confirmera cette observation.
En 1705, l’urbaniste français De Lamare dressa le plan de la ville de Paris et y mentionna des temples d’Isis en lieu et place de l’abbaye de Saint-Germain-des-Prés et de la cathédrale Notre-Dame de Paris.[réf. nécessaire]
  

Au sujet de Saint-Germain-des-Prés, une mention semblable avait été faite au siècle précédent par le père Jacques du Breul qui, dans son ouvrage Le Théâtre des antiquités de Paris publié en 1612, dit ceci : 

« Au lieu où le roi Childebert fit construire l’église Saint-Vincent, à présent dite de Saint-Germain et à laquelle il donna son fief d’Issy, la commune opinion est qu’il y avait le temple d’Isis, femme d’Osiris, autrement dit Jupiter le juste, et que d'icelle le village d'Issy a pris son nom. »

## Europe

### Allemagne
- Gnadenkapelle à Altötting (Bavière)
- Karmeliterkirche St. Joseph à Beilstein (Mosel) (Rhénanie-Palatinat)
- St. Maria in der Kupfergasse à Cologne (Rhénanie-du-Nord-Westphalie)
- Wallfahrtskirche St. Johannes Baptist à Hirschberg an der Bergstraße (Bade-Wurtemberg)
- Kapelle Schwarze Madonna à Remagen (Rhénanie-Palatinat)
- Wallfahrtskirche Mariä Himmelfahrt à Ludwigshafen-Oggersheim (Rhénanie-Palatinat)
- Cathédrale Saint-Pierre de Ratisbonne à Ratisbonne (Bavière)
- Schlosskirche St. Marien à l'Île de Mainau (Bade-Wurtemberg)
- Aukirche à Monschau (Rhénanie-du-Nord-Westphalie)
- Einsiedelner Kapelle à Rastatt (Bade-Wurtemberg)
- St. Johannes, Kreuzberg à Wipperfürth (Rhénanie-du-Nord-Westphalie)
- Wuppertal-Beyenburg (Rhénanie-du-Nord-Westphalie)

### Autriche
- Basilique Maria Loretto Burgenland
- Schwarze Madonna von Unterfrauenhaid à Mariä-Himmelfahrt-Kirche (Unterfrauenhaid) Burgenland
- Schloss Maria-Loretto à Klagenfurt (Carinthie (Land))
- Pfarrkirche St. Katharina à Langenzersdorf (Basse-Autriche)
- Loreto - Pfarrkirchen (Haute-Autriche)
- Maria Hohenburg am Lurnfeld à Lendorf-Möllbrücke (Haute-Autriche)
- Loretokapelle im Stift à Lambach (Haute-Autriche)

### Belgique

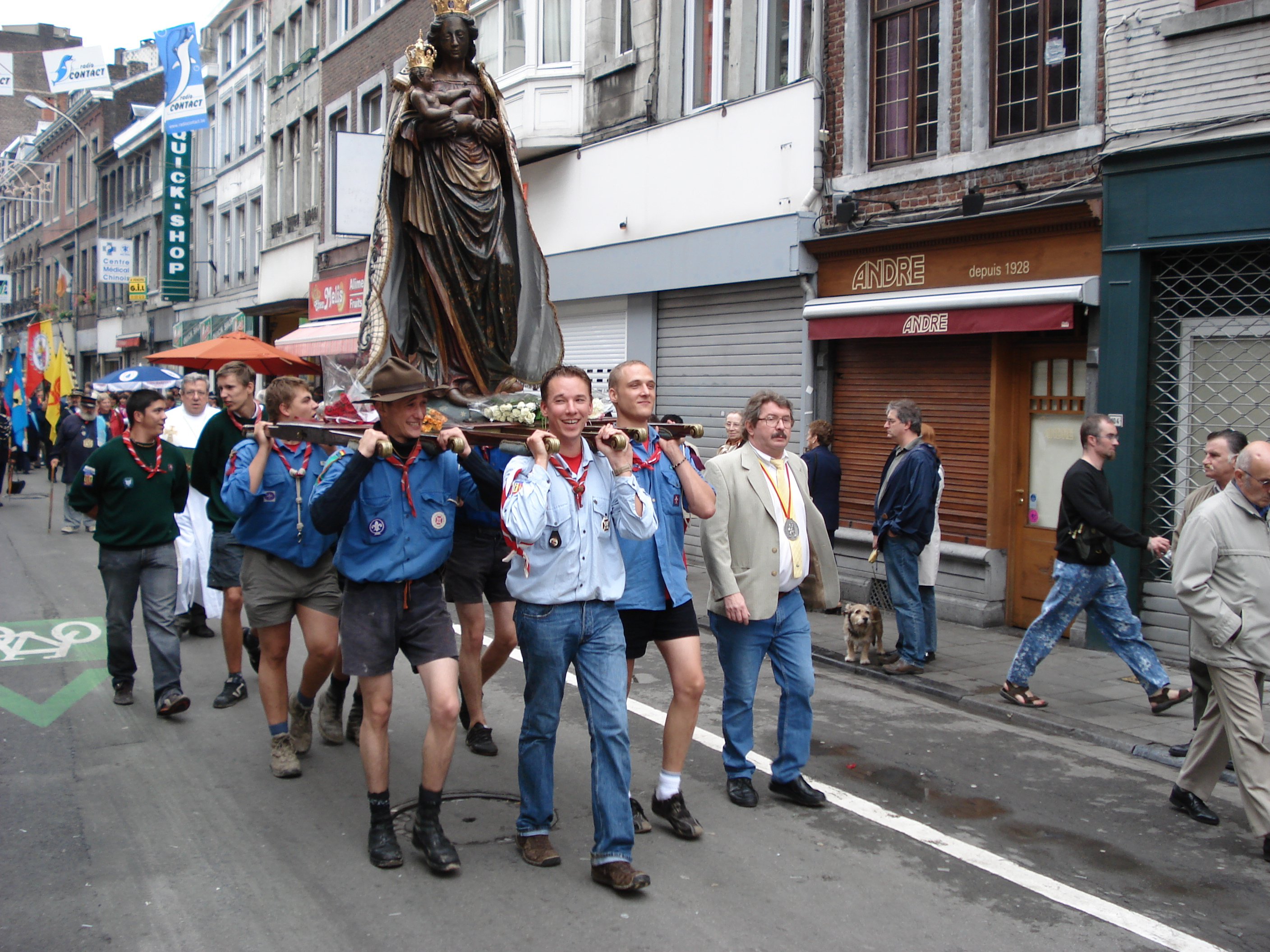
Procession de la Vierge d'Outremeuse à l'Assomption (Liège).

- Statuette de la Vierge Noire au béguinage d'Aarschot (au-dessus du nr 3)
- Chapelle de la Vierge noire (Notre-Dame de Hal) à Aisemont (Rue de la Station)
- Chapelle de la Vierge noire (Notre-Dame de la Salette) à Maillen, Assesse
- Onze-Lieve-Vrouw van Regula (Moeder van Regula van Spaignen) à Bruges
- Église des Minimes à Bruxelles
- Église Sainte-Catherine à Bruxelles
- Chapelle de Notre-Dame de Walcourt à Grandrieu (Rue de la Libération)
- Sint-Martinusbasiliek à Hal
- Notre Dame de la Sarte à Huy
- Chapelle de la Vierge noire à Jemeppe-sur-Sambre (Rue des Bouchers x Rue de la Station)
- Chapelle de Montserrat à Jemeppe-sur-Sambre (Rue du Casino X Rue Monserrat)
- Statue de la Vierge noire au-dessus de la porte du n°2, Brusselstraat Leerbeek
- Autel à la Vierge Noire de Częstochowa (1938) au mémorial interallié de Cointe (Liège)
- Outremeuse à Liège, église Saint-Nicolas-Outremeuse
- Basilique Notre-Dame de Montaigu à Scherpenheuvel-Zichem
- Basilique Notre-Dame de Tongre (ne pas confondre avec la Basilique Notre-Dame de Tongres) à Tongre-Notre-Dame (au sud de Ath, province de Hainaut)
- Notre-Dame la Brune ou Notre-Dame Flamande dans la cathédrale Notre-Dame à Tournai
- Église Notre-Dame des Récollets à Verviers
- Notre-Dame de la Basilique de Walcourt (province de Namur) qui fait l'objet d'une procession le dimanche de la Trinité.

### Bulgarie
- Icône dans l'église de la Dormition de la Théotokos à Nessebar (présentée à la foule le 15 août][24]

### Croatie
- Donji Kraljevec, Comitat de Međimurje
- Marija Bistrica

### Espagne

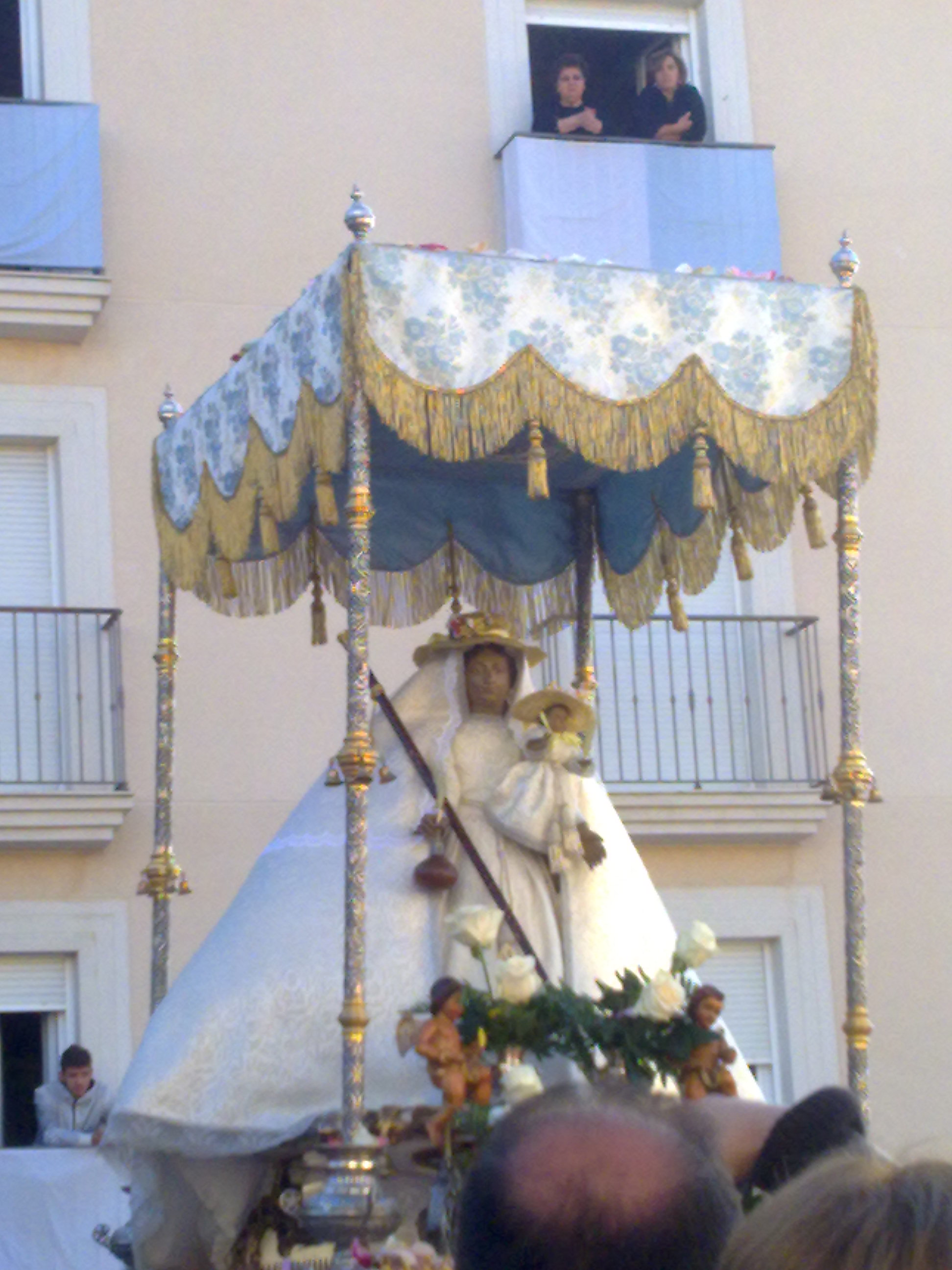
Notre-Dame de Argeme, Coria.

- Notre-Dame de Argeme à Coria (Province de Cáceres)
- Notre-Dame de Candelaria à Tenerife, est la patronne des Îles Canaries.
- Atocha à Madrid (Communauté de Madrid).
- Notre-Dame de Guadalupe au Monastère royal de Santa María de Guadalupe à Guadalupe (Province de Cáceres).
- Notre-Dame de la Cabeza à Andújar (Province de Jaén).
- Basílica de la Virgen de la Encina à Ponferrada (Province de León).
- Nuestra Señora de la Merced (Notre-Dame de la Pitié) à Jerez de la Frontera (Province de Cadix).
- Virgen de los milagros (Vierge aux miracles) à El Puerto de Santa María (Province de Cadix).
- Vierge de Montserrat (Province de Barcelone). Son nom vernaculaire est la Moreneta.
- Virgen de la Peña de Francia à Salamanque (Province de Salamanque).
- Virgen de la Regla à Chipiona (Province de Cadix).
- Notre-Dame de Torreciudad (Province de Huesca).
- Virgen Morena (Vierge sombre), statue de la Esclavitud de Nuestra Señora del Sagrario dans la Cathédrale Sainte-Marie de Tolède (Province de Tolède).
- La Moreneta du Monastère de Lluc, à Majorque.

### France
Auvergne-Rhône-Alpes

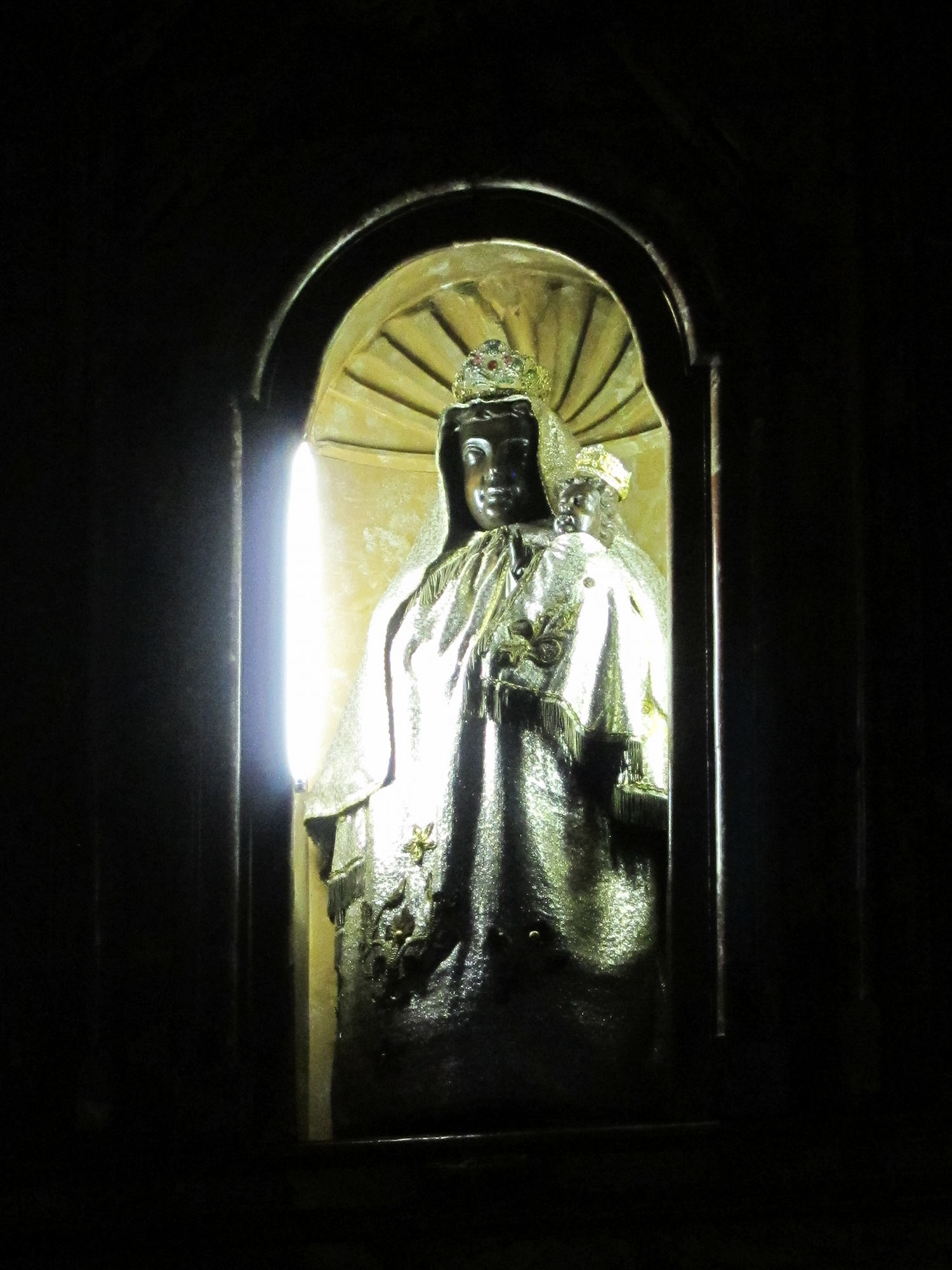
Vierge Noire de la Basilique Notre-Dame des Miracles de Mauriac.

- À Bellevaux (Haute-Savoie), dans l'oratoire de l'Epuyer datant de 1790.
- À Besse-et-Saint-Anastaise (Puy-de-Dôme), dans l'église de Besse de fin septembre jusqu'au début juillet et dans la Chapelle de Vassivière (sanctuaire de Vassivière) du début de juillet jusqu'à la fin septembre. Son déplacement donne lieu à deux pèlerinages.
- À Boëge (Haute-Savoie), dans la chapelle Notre-Dame-des-Voirons, la Vierge noire appelée Notre-Dame des Voirons. Saint François de Sales vint la voir en pèlerinage, en 1595.
- À Borée (Ardèche), dans l'église Notre-Dame, une Vierge noire est exposée au-dessus de l'autel principal. Elle attirait de nombreux pèlerins au Moyen Âge[25],[26].
- À Bourg-en-Bresse (Auvergne-Rhône-alpes) l'église Notre-Dame est dédiée à une Vierge noire et son enfant[27].
- À Burcin (Isère), la chapelle Notre-Dame de Milin, édifiée du début du XIIe siècle, abrite la statue d'une Vierge noire datant du XVIIIe siècle.
- À Châteaubourg (Ardèche), dans l'église du village.
- À Clermont-Ferrand (Puy-de-Dôme), dans la basilique Notre-Dame-du-Port dans le quartier du Port, au cœur du vieux centre.
- À Cornas (Ardèche), dans le village se trouve la chapelle Notre-Dame-de-la-Mure, avec une Vierge noire du XIIIe siècle.
- À Gerzat (Puy-de-Dôme), Notre-Dame du Vignal, "celle qui revigore". Statuette datant vraisemblablement du XIIe siècle, elle fut transférée de la source éponyme vers l'église paroissiale après la révolution. Elle est ramenée en procession au lieu du Vignal le temps d'une messe, chaque premier dimanche de septembre. La statue d'origine en bois a été volée en 1973, celle que l'on voit actuellement (en bronze) en est un moulage.
- À Lyon (Rhône), dans la basilique Notre-Dame de Fourvière[28].
- À Marsat (Puy-de-Dôme), Vierge noire du XIIe siècle dans l'église Notre-Dame.
- À Mauriac (Cantal),vierge noire se trouvant à la basilique Notre-Dame des Miracles, à qui la vierge est dédiée.

- À Moulins (Allier), dans la cathédrale Notre-Dame-de-l'Annonciation. Vierge noire à l'Enfant, placée dans la chapelle et datant du XIe siècle.
- À Myans (Savoie).
- À Orcival (Puy-de-Dôme), la statue, datant approximativement de 1170, est l’une des rares de l'époque romane à conserver son revêtement originel[29].
- À Pracompuet (commune de Peisey-Nancroix, Savoie), dans la chapelle Saint Jacques-le-Majeur, datant de 1684, une vierge noire identique à celle du sanctuaire d'Oropa y est vénérée.
- À Sablières (Ardèche), une Vierge noire est exposée dans l'église du XIIe siècle.
- À Saint-Romain-d'Ay (Ardèche). Situé sur un promontoire dominant la rivière Ay, le sanctuaire de Notre-Dame d'Ay est un lieu de pèlerinage qui possède une chapelle du XIe siècle qui abrite une statue de la Vierge noire datant du XVIe siècle, fameuse dans la région[30].
- À Saint-Victor (Ardèche), on vient en pèlerinage auprès de la Vierge noire de la chapelle Notre-Dame de Navas (XIe siècle).
- À Seyssel (Haute-Savoie), où l'on trouve aussi un pont de la Vierge-Noire.
- À La Sône (Isère), la Vierge noire aurait protégé les habitants du village de la peste.
- À Thines (Ardèche), Vierge noire de l'église.
- À Thuret (Puy-de-Dôme).
- À La Tronche (Isère), Vierge noire.
- À Vichy (Allier), dans l'église Saint-Blaise. La Vierge noire est vénérée « de toute ancienneté », ainsi que le disait Antoine Gravier, prêtre communaliste au XVIIe siècle. Les archéologues datent cette sculpture du XIVe siècle, et comme l’église Saint-Blaise, où elle est déposée, ne fut construite, dans ses parties les plus anciennes, qu’au XVe siècle, l’abbé Allot, qui nous signale cette statue, pense qu’elle figurait autrefois dans la chapelle Saint-Nicolas, fondée en 1372 par Guillaume de Hames[10].

Bretagne
- La paroisse de Rocamadour-en-Quercy a offert une Vierge noire en bois, Notre-Dame de Rocamadour, à la paroisse de Camaret, lors de la fête patronale de 2012 dédiée à la sainte.
- À Comblessac, Ille-et-Vilaine. Tableau, Vierge noire à l'Enfant ou Vierge de Częstochowa. Maure-de-Bretagne[31], tableau mis en place en 1940 réalisé par un sous-officier polonais en formation à Coëtquidan.
- Vierge noire, Pont-an-ilis, Bodilis. Datation XVIe siècle. Ainsi dénommée en raison de la couleur presque noire de la kersantite, la statue orne une fontaine, près de Pont-an-Ilis, le pont de l'église. Elle a les mains jointes, comme les vierges de l'Annonciation, ce qui pourrait suggérer qu'elle provient d'un groupe plus important.
- Église du Folgoët (Finistère). Statue miraculeuse de Notre-Dame, dite « Vierge noire ».
- Église de Guéodet, nommée encore Notre-Dame-de-la-Cité, à Quimper.
- Guingamp dans les Côtes-d'Armor, qui serait une copie, elle-même restaurée après la Révolution, d'une Vierge noire du XIIe siècle.
- Josselin (Morbihan). Église Notre-Dame du Roncier. En 1793, la statue originelle en bois a été brûlée. Celle que les fidèles vénèrent actuellement a été couronnée en 1868 et l’église de Josselin, érigée en basilique mineure.
- Vierge noire, église Saint-André, Lanhélin. Datation XVIIe siècle. Cette Vierge noire présente la particularité de porter l'Enfant Jésus sur le bras droit. Elle aurait été retrouvée au milieu des ruines de la chapelle du manoir du Boishue, bénite en 1742 et démolie à la Révolution. L'œuvre, rongée par les vers, est restaurée en 1968.
- Morlaix. Vierge noire dans un carrefour giratoire. Donne son nom à un quartier de la ville.
- L'église de Notre-Dame de la Tronchaye, à Rochefort-en-Terre (Morbihan, diocèse de Vannes), abrite une statuette de Marie du XVe siècle, vêtue d'un long manteau jaune. Contrairement aux apparences, ce n'est pas une Vierge noire mais une œuvre en bois rendue imputrescible par un traitement spécial, d'où sa teinte foncée.

Autres régions

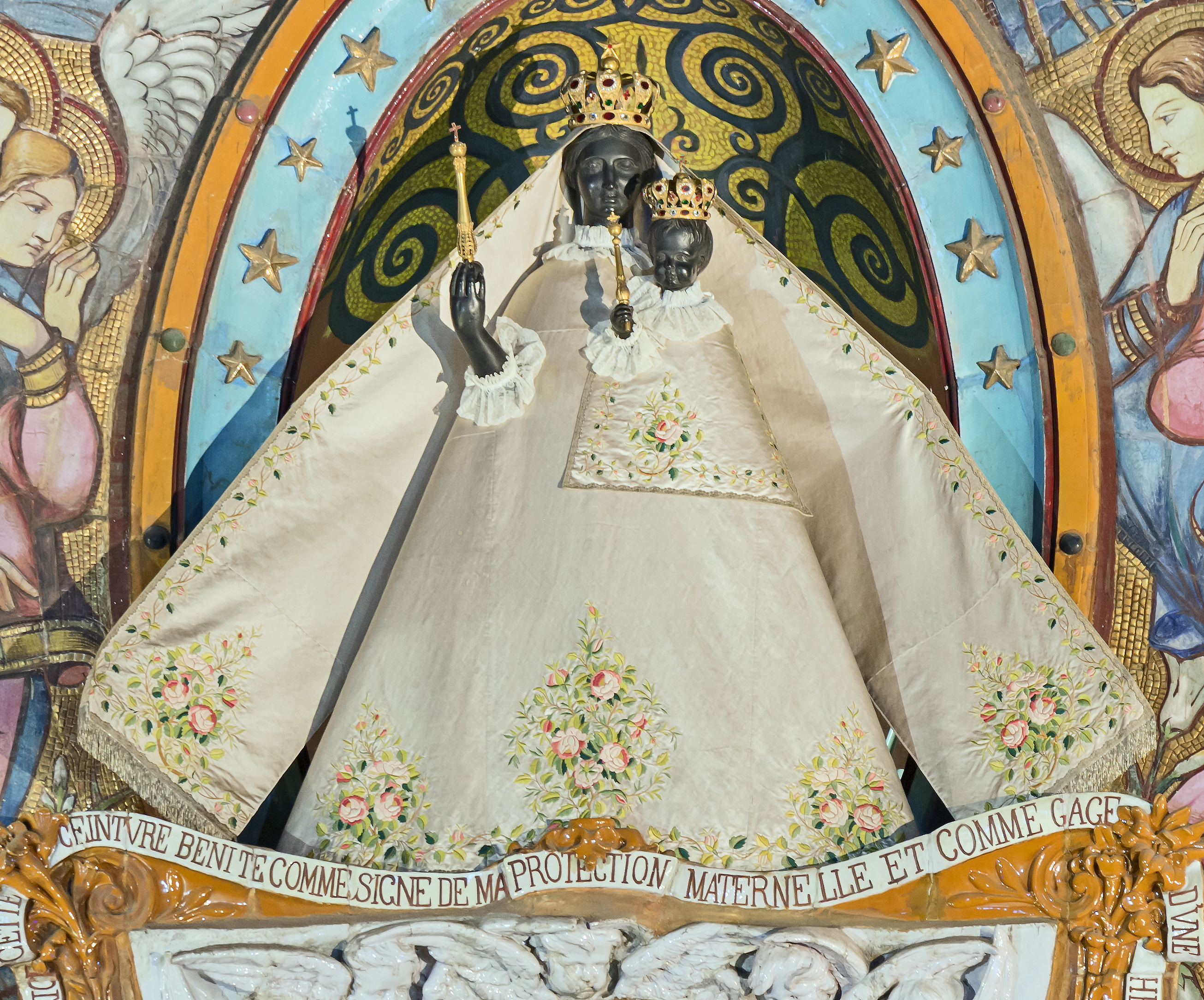
Vierge noire de Toulouse,
basilique de la Daurade.

- À Aix-en-Provence (Bouches-du-Rhône), en la cathédrale Saint-Sauveur, une Vierge noire était exposée qui aurait disparu en 1521[32].
- À Ajaccio (Corse-du-Sud), Vierge noire dans le chœur de la chapelle du Mont-Carmel, communément appelée « chapelle des Grecs ».
- À Arceau (Côte d'Or), Vierge noire à l'Enfant « Notre-Dame de Bon Secours » (1227) église Saint-Pierre d'Arceau (pèlerinages le lundi de Pentecôte et le 15 août).
- À Aubevoye (Eure), Vierge noire à l'Enfant.
- À Avignon (Vaucluse), une Vierge noire enceinte, la Vierge de couleur,modelé par Francis Blot a été mise en niche en 1994 (l'autre fut détruite à la Révolution) face au palais du Roure et de l'angle de la rue Émile-Espérandieu. Elle est la première Vierge noire enceinte mise en niche en France[33].
- À Avioth (Meuse), dans la basilique Notre-Dame, la statue exposée est une des rares vierges noires du nord-est de la France[34].
- À Dijon (Côte-d'Or), la Vierge noire[35].
- À Dorres (Pyrénées-Orientales).
- À Douvres-la-Délivrande (Calvados), Vierge noire de la basilique Notre-Dame-de-la-Délivrande.
- À Dunkerque (Nord), on trouve une Vierge noire dans la chapelle Notre-Dame-des-Dunes.
- Au Havre (Seine-Maritime), statue monumentale située près de l'abbaye de Graville, érigée après la guerre contre la Prusse.
- À Laon (Aisne), Vierge noire de la cathédrale.
- À Langogne (Lozère).

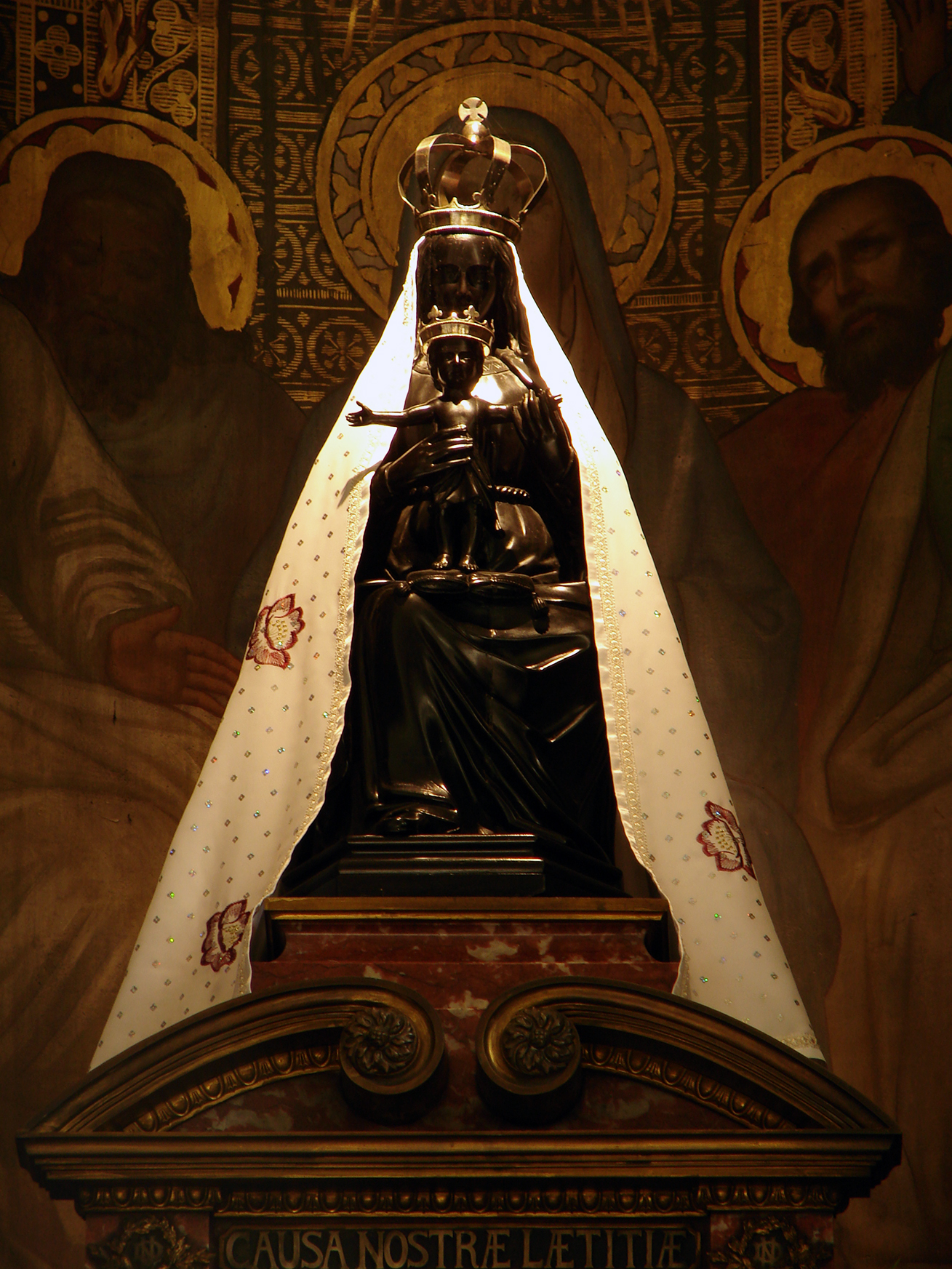
Vierge noire de la Basilique Notre-Dame de Liesse.

- À Liesse-Notre-Dame (Aisne). Une reproduction de la statue existe également sur la façade de l'église.
- À Limoges (Haute-Vienne), la cathédrale Saint-Étienne abrite une Vierge noire contemporaine en émail, signée Léa Sham's et Alain Duban, parmi les plus grandes du monde (1,17 m de haut).
- À Limoux (Aude), dans la basilique Notre-Dame de Marceille on trouve une très étrange Vierge noire du XIe siècle[36].
- À Lusigny-sur-Ouche (Côte-d'Or), sur le massif boisé qui domine le village à l'est.
- À Marseille (7e arrondissement), dans les Bouches-du-Rhône. La statue de Notre-Dame-de-Confession est exposée dans l'abbaye Saint-Victor. Beau spécimen de statuaire ancienne, souple, large et grasse. Cette figure, pleine de noblesse, tient un sceptre de la main droite et a le front ceint d’une couronne à triple fleuron[10].
- À Marseille (8e arrondissement), dans les Bouches-du-Rhône, la statue de Notre-Dame d'Huveaune, XVIe siècle, dans l'église de Saint-Giniez.
- À Mende (Lozère), Vierge noire de la basilique-cathédrale Notre-Dame-et-Saint-Privat. Vierge noire de la cathédrale de Mende.

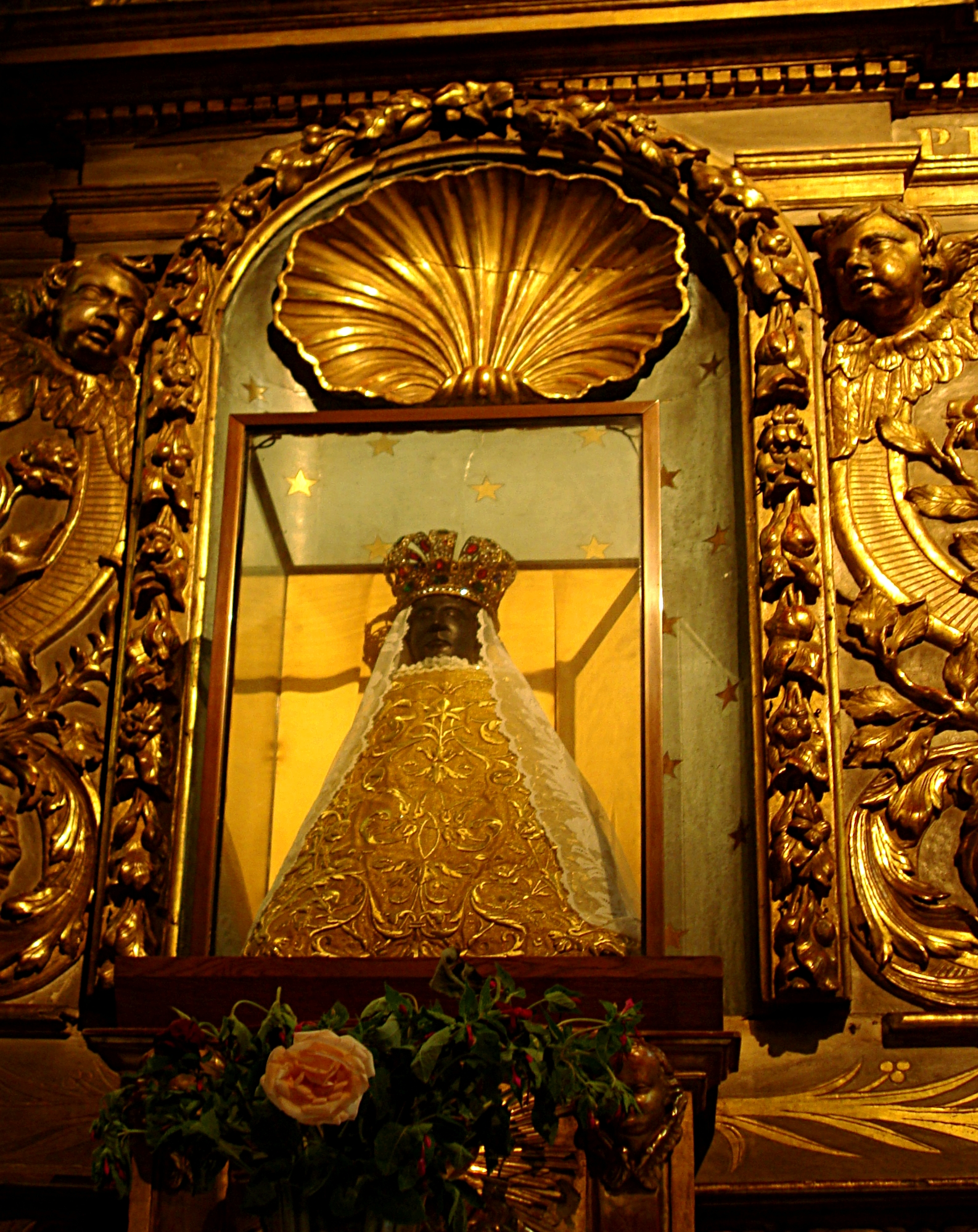
Vierge noire de la cathédrale de Mende.

- À Metz (Moselle), une Vierge noire (statue de 43 cm de haut sur 29 cm de large et 18 cm de saillie, tête voilée, corps peint en rouge et ceinturée d'une draperie noire, présentant « une poitrine tombante et un buste squelettique », était célébrée depuis des temps « immémoriaux » — aujourd'hui disparue[37]. Il s'agissait en réalité d'une très rare statue d'Isis, issus de cultes datant de l'Empire romain, qui se trouvait dans une niche ou dans le vieux cloître de la cathédrale[38].
- À Meymac (Corrèze), la statue représentant une Vierge noire à l'Enfant, dans l'ancienne église abbatiale Saint-André, datant du XIIe siècle[39].
- À Montbazon (Indre-et-Loire), sur le site castral, juchée sur l’angle nord-est du donjon, une Vierge noire de 9,5 mètres de haut domine toute la commune située dans la vallée.
- À Neuilly-sur-Seine (Hauts-de-Seine) dans la chapelle Notre-Dame-de-la-Bonne-Délivrance[40] chez les Sœurs de Saint-Thomas de Villeneuve dans l'ancien château de Neuilly, qui a donné son nom aux Petits Chanteurs de la Vierge noire.
- À Orléans, (Loiret), Vierge noire de Notre-Dame-des-Miracles. Jeanne d'Arc vint s'y recueillir peu de temps avant d'aller combattre les Anglais. Le sanctuaire fut préservé lors des bombardements en 1940.
- À Pau (Pyrénées-Atlantiques), au Camp d'Idron, avec une stèle érigée en 1942 par des prisonniers polonais.
- À Pelouse (Lozère).
- À Quézac (Lozère), visible dans l'église depuis le XIe siècle.
- Aux Sables-d'Olonne en l'église Notre-Dame de Bon Port (Vendée), une procession étant organisée à l'occasion du Vendée Globe[41].
- À Sainte-Marie (La Réunion), est vénérée la Vierge noire de la Rivière des Pluies.
- Aux Saintes-Maries-de-la-Mer (Bouches-du-Rhône), Sara la noire est vénérée par la communauté gitane.

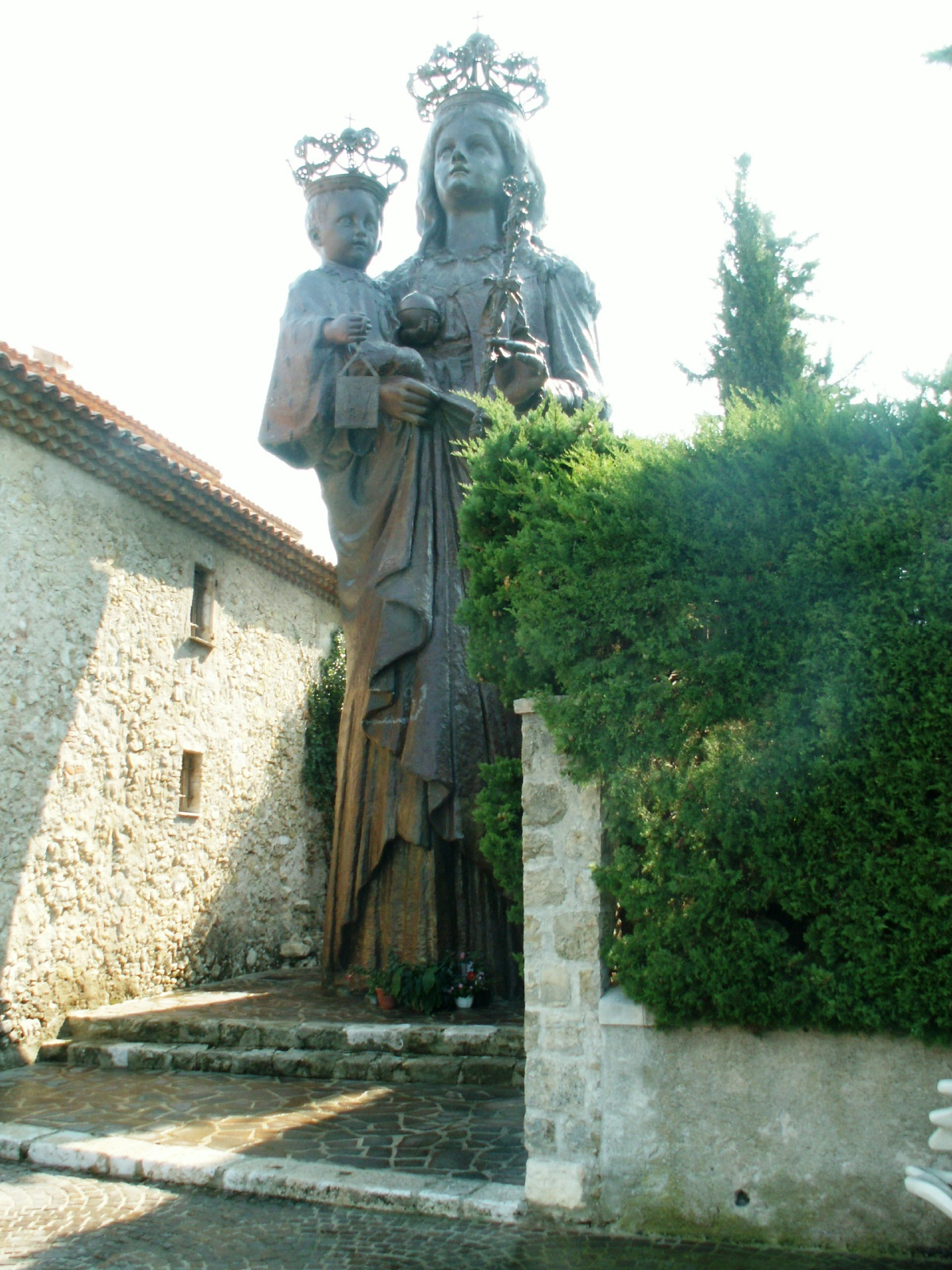
La Vierge noire de Saint-Jean-Cap-Ferrat.

- À Saint-Jean-Cap-Ferrat (Alpes-Maritimes).
- À Saint-Saturnin-de-Lenne (Aveyron), la Vierge noire de Lenne est vénérée depuis le (XIIe siècle).
- À Salon-de-Provence (Bouches-du-Rhône).
- À Serverette (Lozère), exposée dans l'église Saint-Vincent.
- À Théoule-sur-Mer (Alpes-Maritimes) est construite en 2000 une statue de 12 mètres de hauteur, copie de la Vierge noire[42] de la basilique Notre-Dame d'Afrique d'Alger (statue datant de 1840). Elle est l'objet d'une dévotion des rapatriés d'Algérie.
- À Toulouse (Haute-Garonne), une statue est exposée dans la basilique Notre-Dame de la Daurade. Cette statue a, dit-on, de nombreux miracles à son actif : en particulier, elle aurait sauvé le quartier Saint-Michel d'un incendie en 1672[43].
- À Trelly (Manche).
- À Vaison-la-Romaine (Vaucluse), sur la colline.
- À Verdelais (Gironde), la Vierge noire de la basilique Notre-Dame, objet de pèlerinage.
- À Vézelay (Yonne).

### Hongrie
- Szeged, Église de la Translation-des-Reliques-de-Saint-Nicolas (Szeged)

### Irlande
- Notre-Dame de Dublin

### Italie

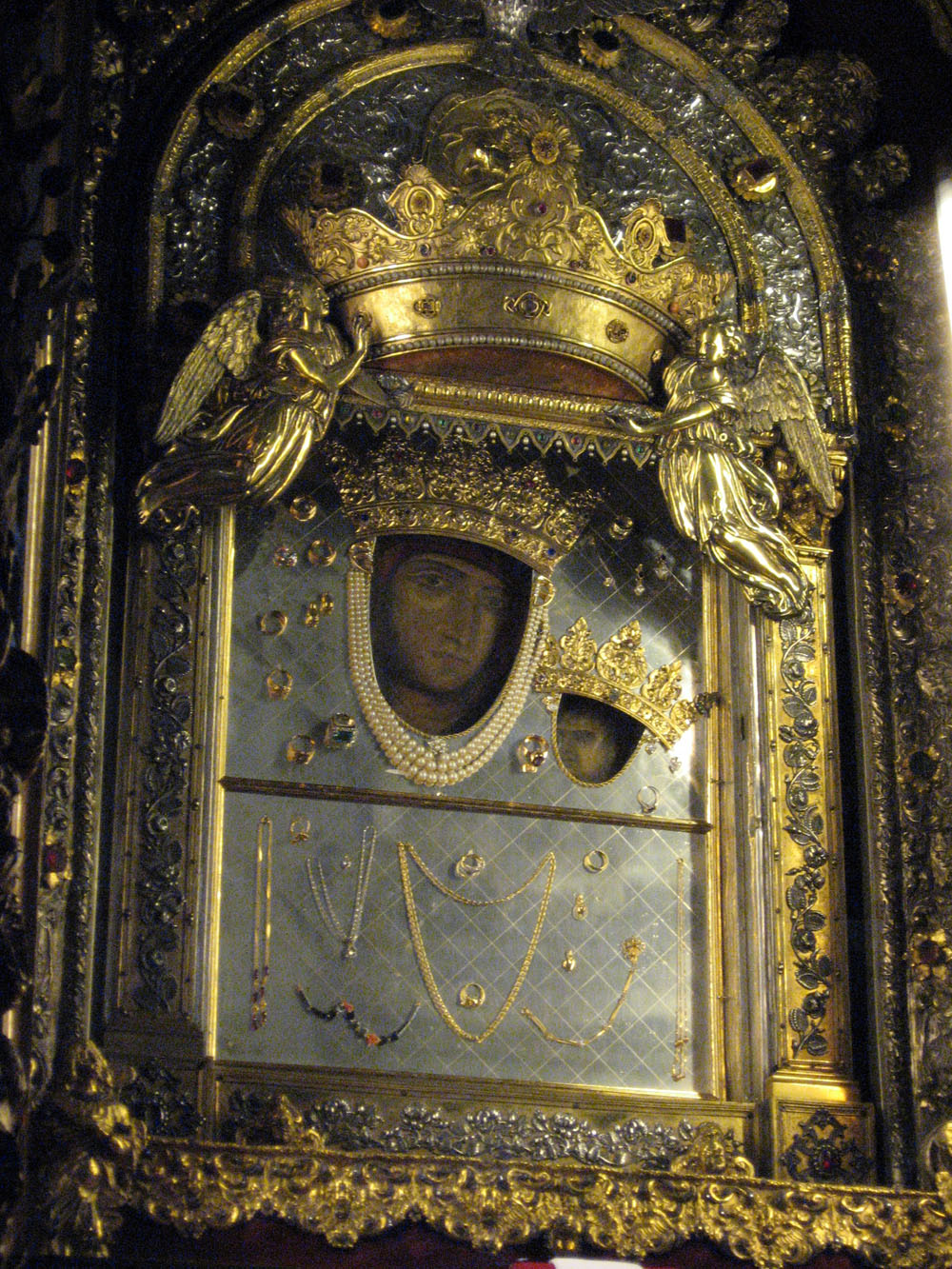
Vierge noire de San Luca.

- Sanctuaire de la Sainte Maison de Lorette (Marches). statue de la Vierge noire réalisées en bois de cèdre des jardins du Vatican. Elle est exposée à l’intérieur de la sainte relique de la Maison  de la Vierge (où le Verbe s’est fait chair) rapportée de Terre Sainte en 1291.
- Basilique Santa Maria della Salute de Venise dite la « Mesopanditissa », Venise (Vénétie).
- Madonna di Castelmonte à Prepotto (Frioul-Vénétie Julienne).
- Sanctuaire de la Madonna d'Oropa à Migiandone, commune d'Ornavasso (province du Verbano-Cusio-Ossola) (Piémont).
- Mont Sacré d'Oropa (Piémont).
- Notre-Dame de Crea à Casale Monferrato (Piémont).
- Sanctuaire de la Madonna Nera di Becetto ou Santa Maria del Becetto, près de Sampeyre, province de Coni (Piémont).
- Sanctuaire de la Madonna di San Luca, à Bologne (Émilie-Romagne)
- Madonna di Canneto à Settefrati (Latium).
- Sanctuaire de la Madonna Incoronata à Borgo Incoronata, Foggia (Pouilles).
- Beata Vergine del Soccorso à San Severo (Pouilles).
- Madonna di Viggiano (Basilicate).
- Madonna dei Poveri à Seminara, province de Reggio de Calabre (Calabre)
- Notre-Dame de Tyndaris (Sicile). Vierge noire découverte en 1990.

### Lituanie
- Porte de l'Aurore à Vilnius.

### Luxembourg
- Esch, ou Madone noire d'Esch-sur-Sûre.
- Église Saint-Jean de Luxembourg-Grund.

### Malte
- Hamrun, qui serait une copie ancienne (antérieure à 1630) de la Vierge d’Atocha.

### Pologne
- Sanctuaire de Jasna Góra à Częstochowa.

### Portugal
- Viana do Castelo (Santa Clara).
- Madère.
- Nazaré (freguesia).

### Russie
- Cathédrale Saint-Basile-le-Bienheureux de Moscou à Kazan.
- Theotokos de Saint-Théodore.

### Suède

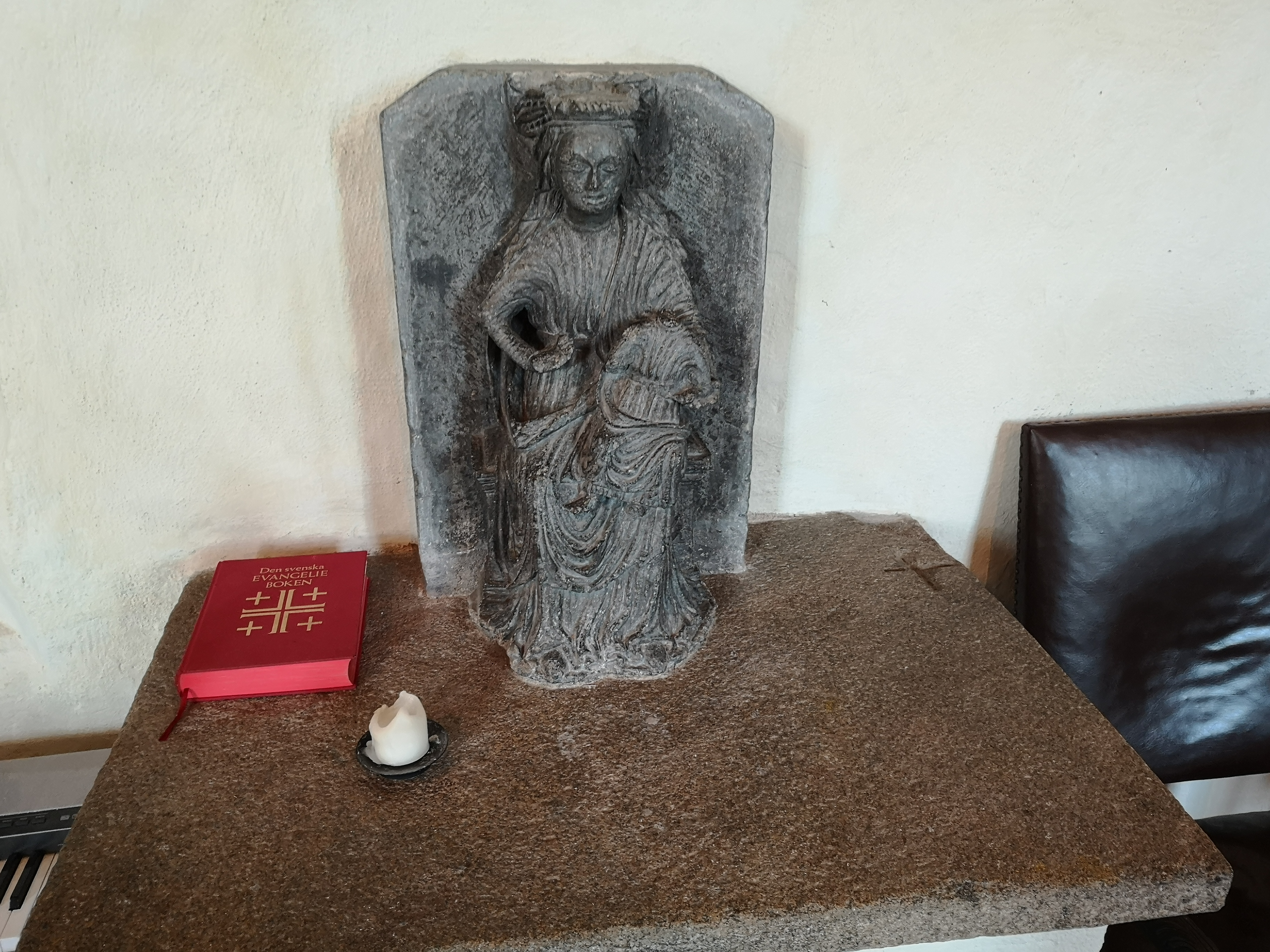
Vierge noire, Suède.

- Église du XIIe siècle dans le village Skée : potentiellement la seule statue datant d'avant la construction de l’église, il s'agit d'une Vierge noire avec un enfant décapité dans ses bras. Le visage de Marie est marqué par des cicatrices.

### Suisse
- Notre Dame de la forêt obscure, Abbaye d'Einsiedeln, Einsiedeln (Canton de Schwytz).
- Notre Dame de la Pierre, Abbaye de Notre-Dame-de-la-Pierre, Metzerlen-Mariastein (Canton de Soleure).
- Santa Maria Loretana, Sonogno (Valle Verzasca, Canton du Tessin).
- Église catholique Saint-François d'Assise Uetikon-le-Lac (Canton de Zurich).
- Notre Dame de la Vérité, Chapelle noire, Ascona (Canton du Tessin) (env. XVIe siècle).
- Sainte Marie de Loreto, Église Sainte Marie de Loreto, Lugano (Canton du Tessin).
- Église du couvent des Cordeliers, Fribourg (Canton Fribourg).

### Tchéquie
- Maison à la Vierge noire (dům "U Černé Matky Boží") à Prague.
- Colline sacrée de Příbram.
- Madona de Březnice, Galerie nationale de Prague.

### Turquie
- Éphèse

## Afrique

### Afrique du Sud
- Église Regina Mundi de Rockville-Soweto à Johannesbourg (Province du Gauteng).

### Algérie
La Vierge noire est située à Sant-Cruz d'Oran

### Sénégal
- Popenguine (Région de Thiès).

## Amériques

### Bolivie
- Notre-Dame de Copacabana, à Copacabana, dans la basilique Notre-Dame

### Brésil
- Notre-Dame d'Aparecida (État de São Paulo).

### Chili
- Virgen Morena à Andacollo (province de Elqui).

### Costa Rica
- Basilique Nuestra Señora de los Ángeles (Notre-Dame des Anges) à Cartago.

### Cuba
- Virgen de la Caridad del Cobre à Santiago de Cuba.
- Virgen de Regla à La Havane.

### États-Unis
- Black Madonna Shrine dans le Missouri.
- National Shrine of Our Lady of Czestochowa dans les environs de Doylestown (Pennsylvanie).
- Cathédrale Saint-Jean le Divin (St. John the Divine) à New York (État de New York).

### Haïti
- Notre-Dame du Perpétuel Secours en Haïti

### Mexique
- Basilique Notre-Dame de Guadalupe au Mexique.

### Trinité-et-Tobago
- La Divina Pastora à Siparia.

## Asie

### Japon
- Tsuruoka Tenshudo Catholic Church expose dans son église une statue de la Vierge Marie noire tenant Jésus -noir lui aussi, offerte par la France à l'époque Meiji, dans la ville de Tsuruoka dans le département de Yamagata.

### Liban
- Notre-Dame de Chiyah exposee dans les jardins de la chapelle Saint Antoine de Padoue a Chiyah.

### Philippines
- Nuestra Señora de la Paz y Buen Viaje de Antipolo à Antipolo (Province de Rizal).
- Nuestra Señora de Guia, Ermita, à Manille.
- Nuestra Señora de Guadalupe (Caceres) de Loboc, Bohol
- Nuestra Señora de la Regla of Lapu-Lapu (Opon), Cebu